# Eko (instruments de musique)
Pour les articles homonymes, voir Eko.

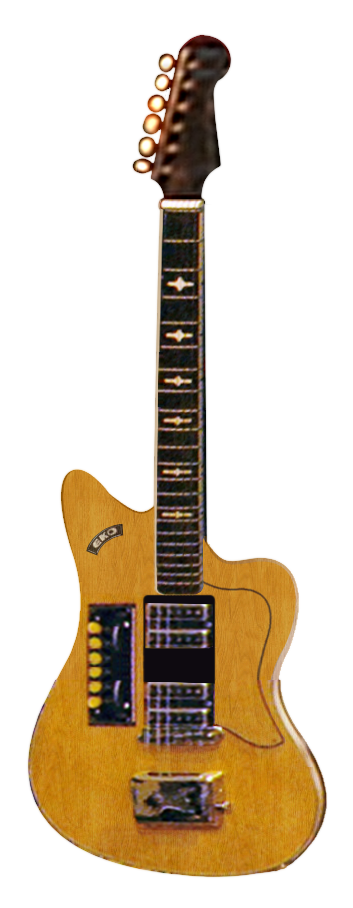
Eko 400 Ekomaster de 1961, premier modèle solid body de la marque

Eko est un producteur italien d'instruments de musique qui a eu dans les années 1960 son heure de gloire comme un des plus grands fabricants européens de guitares. Liquidée en 1985, la société est relancée à la fin des années 1980 en tant que distributeur italien de grands spécialistes internationaux d'équipements musicaux, et relance la commercialisation dans le monde entier de guitares de sa conception.

## Les débuts
La société Eko est fondée par Oliviero Pigini (1922-1967) en 1959 à Castelfidardo, ville dont l'activité dominante est alors la fabrication d'accordéons. Issu lui-même de l'industrie de l'accordéon, O. Pigini comprend dès le milieu des années 1950 que l'avenir appartient à la guitare. Il crée en 1956 à Castelfidardo une entreprise appelée GMI, consacrée à la vente par correspondance de guitares importées de Yougoslavie et de Sicile, puis passe en 1959 à la fabrication maison sous la marque Eko. Celle-ci s'impose presque immédiatement comme le leader italien du secteur grâce à un catalogue complet d'instruments (guitares acoustiques, jazz semi-acoustiques électrifiées ou non, guitares électriques) positionnés dans le milieu de gamme.
L'essor de la demande, synchronisé à la soudaine floraison du rock en Europe continentale, oblige Eko dès 1960 à passer à la dimension industrielle. À la recherche de locaux suffisamment vastes, elle déménage vers la ville voisine de Recanati. Elle ne tardera pas à en devenir le principal employeur avec plusieurs centaines de salariés et autant chez les sous-traitants.

## Le temps des paillettes
Eko développe alors l'export vers le monde entier, notamment aux USA, et se fait connaître surtout grâce à ses guitares plates recouvertes de celluloïd à paillettes. Leur esthétique originale et très voyante, très connotée à l'époque yéyé, est restée un symbole de fantaisie à l'italienne. Les guitares des séries 500 et 700 (produites de 1962 à 1965) sont de ce fait très recherchées par les collectionneurs. Outre les instruments portant sa marque, Eko assure dans les années 1965-1968 la fabrication de la quasi-totalité des guitares Vox, originellement britanniques, qui connaissent alors un grand succès. L'usine de Recanati construit aussi des amplificateurs, des modules d'effets, et se diversifie dans les claviers électroniques. Eko est alors au premier rang des fabricants européens d'instruments de musique, sans doute à égalité avec l'allemand Framus.

## Les années 1970

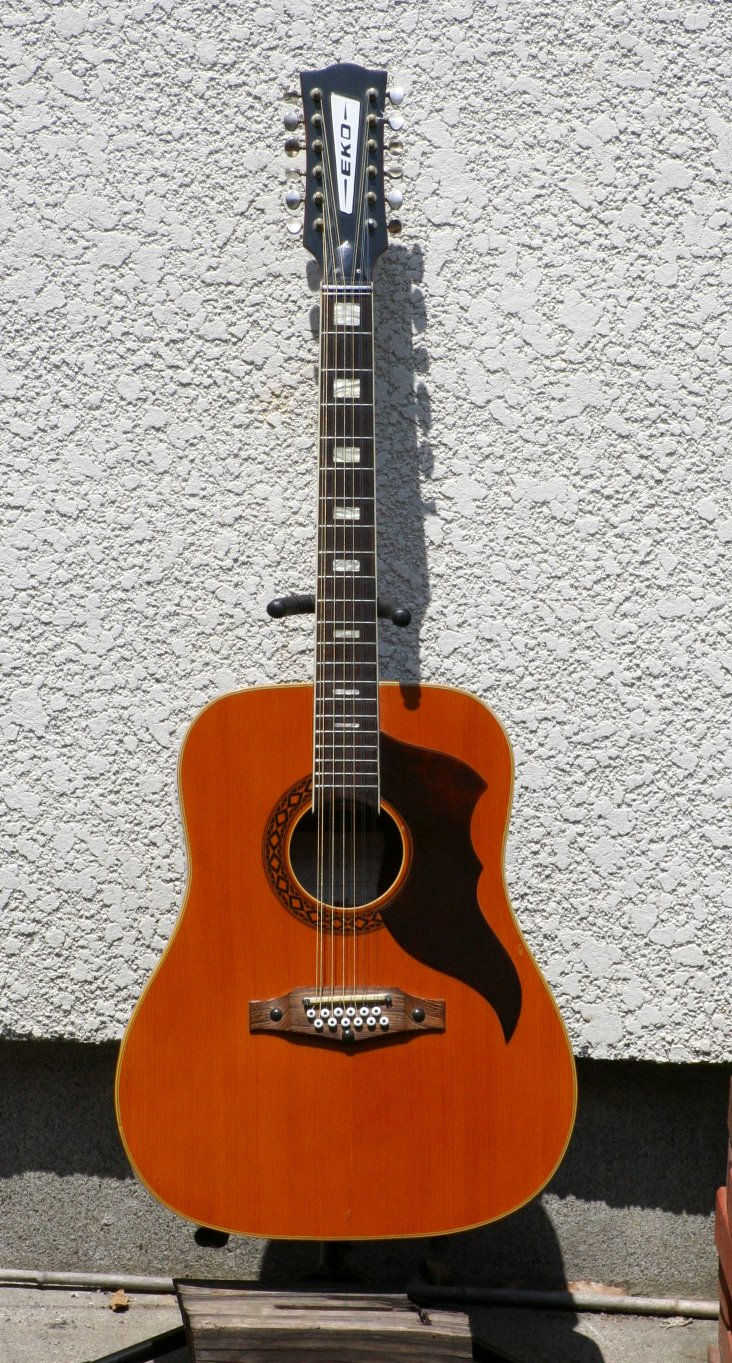
Acoustique Ranger XII du début des années 1970

La mort prématurée d'Oliviero Pigini, le 10 février 1967, porte un premier coup d'arrêt. Eko ne retrouvera plus la créativité effervescente de ses débuts. De plus, commence à se manifester une saturation du marché qui va obliger à réduire les capacités. Vox cesse ses commandes à l'automne 1968. La hausse des coûts salariaux italiens pénalise les exportations, les livraisons aux États-Unis cessent pratiquement à partir de 1971. D'autre part, le positionnement commercial de Eko, trop tourné vers le créneau des musiciens amateurs, ne répond plus à la demande du marché, qui ne jure plus que par le haut de gamme des marques américaines.
Durant les années 1970, la production de guitares électriques se restreint à des modèles économiques surtout destinés au marché intérieur italien. En revanche, Eko s'assure le leadership européen des guitares acoustiques à cordes acier, en particulier avec la série des guitares Ranger 6 et 12, produites en très grandes séries, et exploite la vogue du folk en développant des instruments ethniques, notamment mandolines et bouzoukis également disponibles en versions électrifiées. Eko se fait aussi remarquer à cette époque en tant que principal promoteur de la guitare basse acoustique.
Vers la fin de la décennie, aux prises avec une concurrence japonaise de plus en plus envahissante, Eko a tenté de se reconvertir vers les électriques et acoustiques haut de gamme, mais a dû cesser ses activités à partir de 1985, suivant en cela le sort de plusieurs de ses principaux compétiteurs européens comme Hagström et Framus.

## Refondation de l'entreprise
En 1988, la marque Eko est acquise par le frère du fondateur, Lamberto Pigini, qui se trouve être à la fois un intellectuel, un prêtre catholique, et un industriel qui a monté un important groupe spécialisé dans l'imprimerie et la communication. Sous son impulsion, la société Eko refondée devient un des principaux distributeurs italiens d'équipements pour musique et sonorisation. Depuis les années 1990, l'entreprise commercialise dans le monde entier des guitares (essentiellement produites en Asie) portant le logo Eko et qui reprennent sous forme modernisée les conceptions qui ont fait la célébrité de la marque dans les années 1960-1970.

## Sources
- (it) Paolo Bugiolacchi, Oliviero Pigini, l'arte di intraprendere (Recanati, 1997)
- (en) Fetishguitars, site de référence consacré aux guitares italiennes des années 1960